# Glenea plagifera
Glenea plagifera é uma espécie de escaravelho da família Cerambycidae. Foi descrita por Per Olof Christopher Aurivillius em 1913.  É conhecida a sua existência no Bornéu e Malásia.  Contém a variedade Glenea plagifera var. unimaculata.